# Cane nativo dell'isola di Goodenough

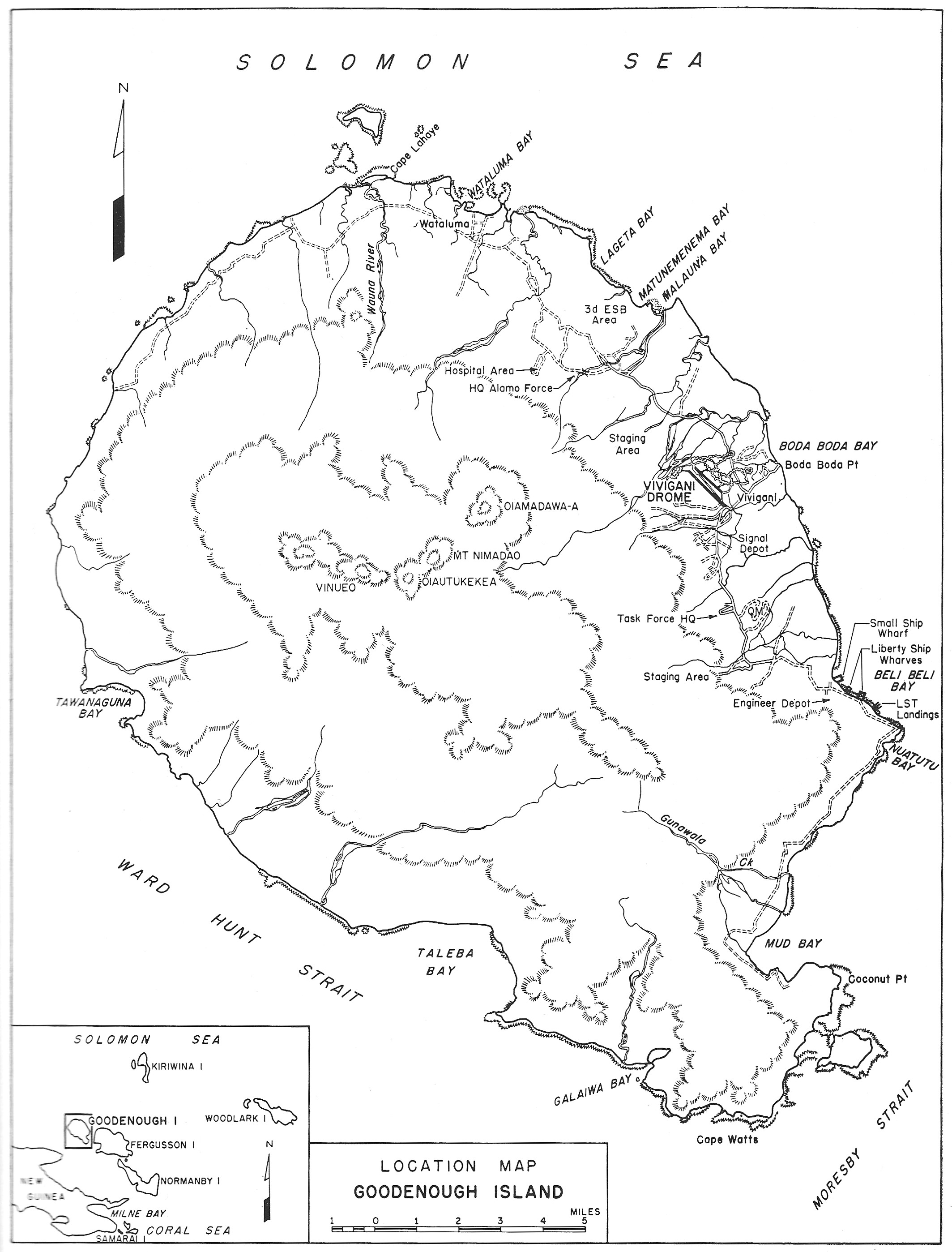
Isola di Goodenough

Il cane nativo dell'isola di Goodenough è un cane di cui non si hanno notizie certe probabilmente estinto, originario dell'isola Goodenough che è un'isola della Papua Nuova Guinea.

## Caratteristiche
Fu scoperto per la prima volta sull'isola di Goodenough, nel 1895-1896 da uno dei ricercatori naturalisti di Lord Rothschild, al largo della punta orientale della Nuova Guinea. Su questa piccola isola il cane indigeno si era sviluppato in isolamento da altre razze, e nel corso degli anni era cresciuto come razza naturale.
Questo cane viene descritto come un incrocio tra un cane di tipo spitz e una razza delle colline papuane, nella sua colorazione prevale il nero con macchie bianche. Il pelo è corto e liscio con orecchie piccole ed erette con una coda folta.
La testa è descritta come "piatta e a forma di proiettile". L'altezza del cane è circa 36 cm e il suo peso 11 kg. Il suo stato attuale è sconosciuto.